# 익형

익형(翼型)은 공력을 발생시키는 비행기의 날개를 수직으로 자른 단면을 말한다. 에어포일(airfoil), 날개골이라고도 한다. 유선형의 형상을 갖고 있는 익형은, 유체 내에서 운동하면서 공력을 발생시키기 때문에 비행기의 날개, 프로펠러뿐만 아니라 헬리콥터 회전 날개(rotor blades)의 단면 등 다양하게 활용되고 있다. 에어포일이 유체 내에서 작용한 결과 발생되는 공력으로 양력(揚力, lift)과 항력(抗力, drag)이 있다. 하지만 날개에서 발생되는 양력과 항력은 익형 외에도 동압(dynamic pressure)이나 날개의 면적 등에도 영향을 받기 때문에, 에어포일의 특성만을 분석할 때는 양력과 항력보다 양력과 항력을 동압과 날개의 면적 값으로 나눈, 무차원 계수인 양력 계수와 항력 계수를 이용한다. 그리고 이 계수들은 에어포일의 형태 외에도 받음각, 마하 수(Mach number), 레이놀즈 수(Reynold Number) 등에 영향을 받는다. 한편, 비행기의 연료 소모량은 연료 적재량의 한계가 있는 비행기의 최대 운행 가능 거리(range), 연료의 비용 등 비행기의 사양을 결정하는 중요한 요소인데, 양력계수가 크고 항력계수가 작을 수록 비행기의 연료 소모량이 줄어들어 비행기의 능력적, 경제적 이점을 가져온다. 따라서, 익형의 특성을 이해하고 각 비행기에 적합한 익형을 찾는 것은 중요한 사항이다.

## 정의
20세기 초에 고전 유체 역학이 에어포일에 적용이 되어 에어포일에서 발생되는 공력을 수학적으로 예측할 수 있게 되었다. 1929년에 미국의 NACA(National Advisory Committee for Aeronautics, 국립항공자문위원회)에서 에어포일에 대한 연구와 실험을 수행하여 에어포일을 체계적으로 표준화하고 정의하였다. NACA에서 정의한 에어포일의 형상을 결정하는 용어들은 다음과 같다.
- 윗면(upper surface), 에어포일의 위 표면.
- 아랫면(lower surface), 에어포일의 아래 표면.
- 앞전(leading edge), 에어포일의 둥근 앞부분. 보통 뒷전에서 가장 먼 점으로 정의된다.
- 뒷전(trailing edge), 에어포일의 뾰족한 뒤 끝 부분.
- 앞전 원(leading edge circle), 에어포일의 둥근 앞전에 내접하는 원을 말하며, 그 원의 반지름을 앞전반경(leadingegde radius)이라고 한다.
- 시위(chord), 에어포일의 앞전과 뒷전을 연결한 선으로, 그 길이는 시위길이(chord length)라 한다.
- 두께(thickness), 에어포일의 윗면과 아랫면에 내접하는 원들을 그렸을 때 원의 직경이며, 윗면과 아랫면의 높이 차이를 의미한다. 두께의 최댓값을 최대두께라고 하며, 앞전에서부터 최대두께가 있는 지점까지의 거리를 최대두께 위치라고 한다.
- 평균 캠버선(mean camber line), 에어포일의 윗면과 아랫면에 내접하는 원들을 그렸을 때, 이 원들의 중심점을 연결한 선이다. 즉, 두께의 중간점이 된다. 시위와 평균 캠버선의 높이 차를 캠버라고 하며, 이는 에어포일의 휘어진 정도를 의미한다. 캠버의 최댓값을 최대캠버, 앞전에서부터 최대캠버가 있는 지점까지의 거리를 최대캠버 위치라고 한다.

NACA에서 정의한 에어포일의 형태는 몇 가지 계열로 나누어 사용한다. 그 중에서 가장 간단하고 일반적인 것으로 4자리와 5자리 계열을 들 수 있다.
- 4자리: NACA2412와 같이 쓴다. 여기서 처음의 2는 최대캠버가 시위길이의 2%임을 의미하고, 그 다음의 4는 최대캠버가 앞전에서 시위길이의 40%인 곳에 위치한다는 것을 의미하고, 그 다음의 12는 최대두께가 시위길이의 12%임을 의미한다.
- 5자리: NACA23015와 같이 쓴다. 여기서 처음의 2는 최대캠버가 시위길이의 2%임을 의미하고, 그 다음의 30은 2로 나눈 값인 15가 최대캠버가 앞전에서 시위길이의 15%인 곳에 위치한다는 것을 의미하고, 그 다음의 15는 최대두께가 시위길이의 15%임을 의미한다.

## 양력 발생 이론
에어포일을 분석에는 사용되는 가장 기본적인 이론으로 비압축성 유동(Incompressible Flow), 무점성 유동(Inviscid Flow), 비회전 유동(Irrotational Flow)의 이상 유동(Ideal Flow)을 전제로 하는 양력선이론(Lifting-line theory)을 들 수 있다. 이상 유동에 놓인 에어포일에 Kutta Condition을 적용하여 Kutta–Joukowski theorem을 통해 양력을 예측할 수 있다. 이상 유동에 놓인 에어포일 주변의 유선(streamline)은 공기가 에어포일에 부딪혀 속도가 0이 되는 정체점(Stagnation Point)를 기준으로 에어포일의 윗면과 아랫면을 따라 나뉘어 흐르는 형상을 보인다. 베르누이 방정식에 따라 아랫면보다 곡률이 더 큰 윗면에서는 아랫면보다 공기의 유속이 빨라지고 압력은 낮아진다. 에어포일 표면의 임의의 한 점에서의 압력에서 자유흐름(Freestream)의 압력을 뺀 값을 자유흐름의 동압력으로 나눈 값을 압력계수로 정의하는데, 양력을 발생하고 있는 에어포일의 윗면에서는 대개 압력계수가 0보다 낮고 아랫면에서는 0보다 큰 현상을 보인다. 그리고 이 차이가 양력을 발생시킨다고 할 수 있다.

## 점성 효과
모든 유체는 점성을 가지고 있으며, 에어포일의 표면에서 공기가 흘러가면서 점성력 때문에 에어포일 표면에 달라붙게 된다. 에어포일 표면에서 멀어질수록 공기는 점성의 영향을 덜 받아 유속이 자유흐름의 속도와 동일해진다. 공기가 점성의 영향으로 속도의 변화가 생긴 층을 경계층(Boundary Layer)라고 하며 경계층에서의 층간 속도 차이는 전단력을 유발하고 이는 표면마찰항력(Skin Friction Drag)로 나타난다. 공기가 에어포일 표면을 따라 흐를 때 에어포일의 받음각이 일정 이상 증가하면 공기가 에너지를 잃으면서 점점 커지는 압력에 흐름을 방해받고 결국은 에어포일 표면에서 공기의 흐름이 떨어져 나가게 되는데, 이를 흐름분리(Flow Separation)라 한다. 흐름분리가 일어난 이후의 영역에서는 불규칙한 소용돌이 형태의 후류가 생기는데 후류에 의한 압력 변화로 에어포일에는 압력항력(Pressure Drag)이 발생한다.

## 같이 보기
- 하이드로포일